# Gare de Malines
La gare de Malines (en néerlandais : station Mechelen) est une gare ferroviaire belge des lignes : 25, de Bruxelles-Nord – Anvers (Y Luchtbal), 27 de Bruxelles-Nord à Anvers-Central et 53 de Schellebelle à Louvain. Elle est située à proximité du centre de la ville de Malines, dans la province d'Anvers en Région flamande.

## Situation ferroviaire
Établie à 13 m d'altitude, la gare de bifurcation de Malines est située au point kilométrique : PK 20,424 de la ligne 25, de Bruxelles-Nord – Anvers (Y Luchtbal), entre les gares de Weerde et de Malines-Nekkerspoel ; PK 20,606 de la ligne 27, de Bruxelles-Nord à Anvers-Central, entre les gares de Weerde et de Malines-Nekkerspoel ; PK 40,122 de la ligne 53, de Schellebelle à Louvain, entre les gares de Kapelle-op-den-Bos et de Muizen.

## Histoire
Le 5 mai 1835 fut inaugurée la première ligne de chemin de fer de Belgique, entre Bruxelles et Malines. Entre 1833 et 1843, c'est autour de Malines que fut réalisé un réseau en étoile reliant entre elles la plupart des grandes villes belges ainsi que Valenciennes et Aix-la-Chapelle. Ce réseau de chemin de fer est le premier réseau de la sorte en Europe continentale.
Progressivement, Malines perdra son rôle central dans le réseau des Chemins de fer de l'État belge (future SNCB). L'atelier central de Malines, également appelé arsenal de Malines, qui borde la gare, joue cependant depuis les origines du chemin de fer un rôle primordial dans la réparation et la modernisation du matériel roulant.
Entre 1886 et 1888, un nouveau bâtiment est édifié en remplacement de l'ancien. Long de 125 m et large de 17, il comporte une marquise enjambant les cinq voies principales et une seconde verrière surplombant la salle des pas perdus et les guichets. La marquise a été réalisée en premier, alors que l'ancien bâtiment existait encore.
L'ajout de deux voies, qui seraient réservées à la ligne vers Terneuzen, et la surélévation des quais afin de supprimer des traversées à niveau et ponts mobiles, était envisagée en 1910. Au lieu de démolir le bâtiment, encore récent et dépourvu de caves, il était envisagé de le déplacer de 15 m comme l'avait déjà été la gare d'Anvers-Dam ; le grand hall couvrant les voies aurait été remplacé par des abris "parapluie" comme à Schaerbeek ou Gand-Saint-Pierre et cette structure, aurait été déplacée vers la gare de Malines-Nekkerspoel.
L’électrification de la ligne Bruxelles - Anvers en 1935 vit également la construction de quatre ponts Vierendeel sur la Dyle et le canal de Louvain ; ces ponts, classés au patrimoine, sont devenus un des symboles de la ville.
Sous l'occupation, a gare de Malines se trouve près de la Caserne Dossin, d'où pendant la Shoah, à partir de juillet 1942, les Juifs en Belgique sont déportés vers Auschwitz.
En 1944, un raid aérien mené par les alliés contre l'atelier central et les usines de la ville provoqua peu de dégâts aux installations ciblées mais fit des ravages dans la ville et de nombreuses victimes civiles.
Entre 1959 et 1960, l'ancienne gare fut démolie au profit d'un bâtiment de style fonctionnel avec quelques éléments décoratifs proches des bâtiments de l'Expo 58. Les quais furent également modernisés.
Aux alentours de 2020, la gare de 1959 doit être démolie au profit d'une nouvelle structure, plus moderne. Le bâtiment disparaît en janvier 2022. Depuis 2014, la gare et ses alentours sont déjà en travaux avec la création du contournement ferroviaire et routier de Malines : une paire de voies directes surplombant une route créée en parallèle aux voies de la gare.

### La borne miliaire

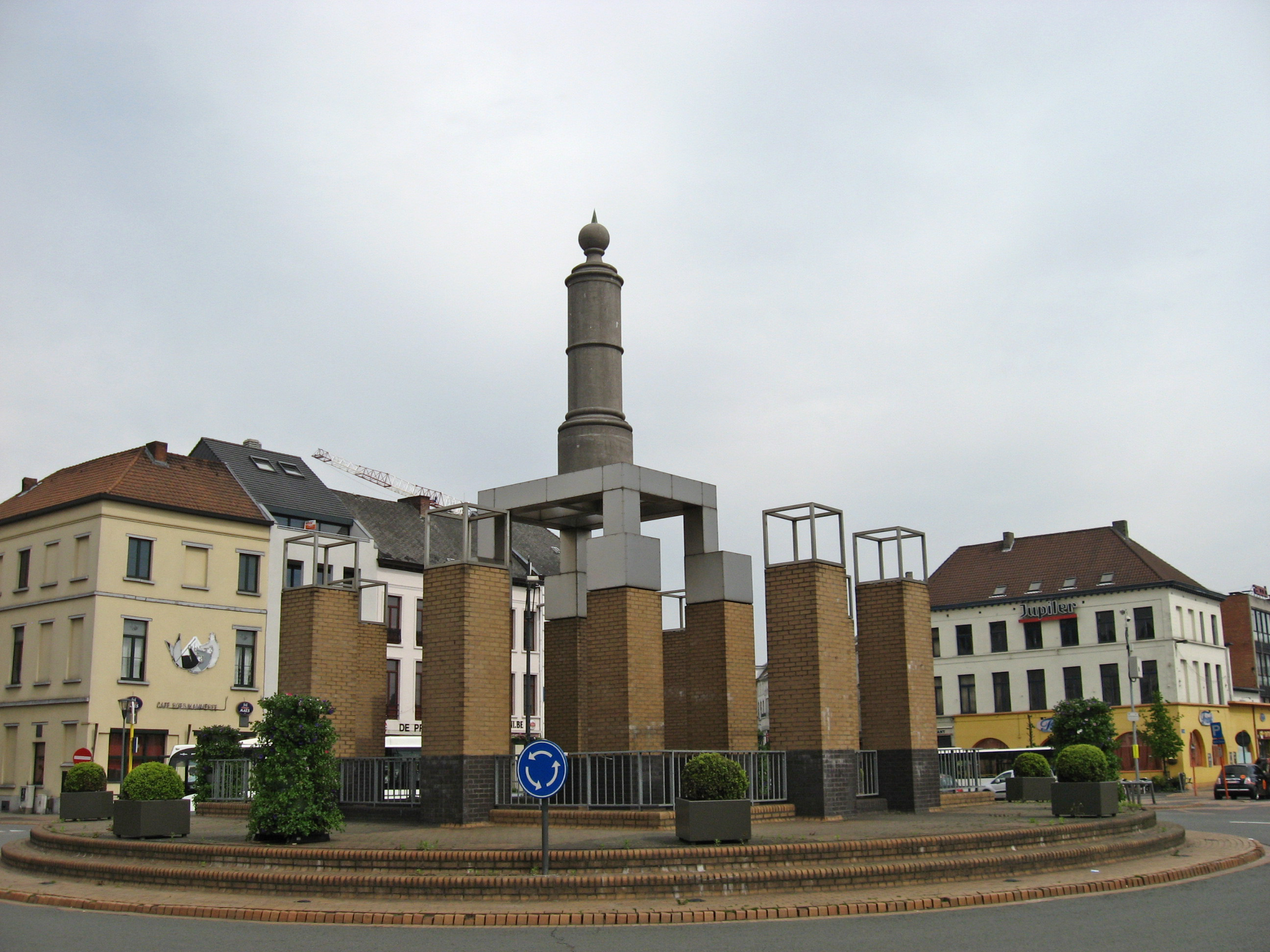
Le mijlpaal sur un nouveau piédestal, sur le rond-point de la gare.

Ce monument, appelé mijlpaal en néerlandais, est une colonne en pierre érigée à l'occasion de l’inauguration de la ligne et de la circulation du premier train en Belgique. Progressivement déplacé de son piédestal devant la gare, il est à nouveau installé sur le rond-point de la gare dans les années 2010[Quand ?].

## Service des voyageurs

### Accueil
Gare SNCB, elle dispose d'un bâtiment voyageurs, avec guichets, ouvert tous les jours. Elle est notamment équipée d'automates pour l'achat de titres de transport, de consignes à bagages automatiques et d'un système d'annonces vocales et digitales automatiques des trains[réf. nécessaire]. Des aménagements, équipements et services sont à la disposition des personnes à la mobilité réduite. Un buffet est installé en gare.
Un passage souterrain permet la traversée des voies et le passage d'un quai à l'autre.

### Desserte
Malines est desservie par des trains EuroCity (EC), InterCity (IC), Suburbains (S), Omnibus (L) et d'Heure de pointe (P) de la SNCB, qui effectuent des missions sur les lignes 25 (Bruxelles - Malines - Anvers), 26 (Malines - Etterbeek - Hal), 53 (Malines - Gand), 53a (Louvain - Malines) et 54 (Malines - Saint-Nicolas) (voir brochures SNCB).

#### Semaine
On retrouve huit InterCitys chaque heure : des IC-05 et 07 (Charleroi-Central - Bruxelles - Anvers-Luchtbal ou Essen) ; des IC-22 et 31 (Bruxelles-Midi - Anvers-Central) ; des EC (Bruxelles - Rotterdam-Central via l'aéroport de Zaventem) ; IC-11 (Binche - Bruxelles - Turnhout) ; des IC-21 (Gand-Saint-Pierre - Termonde - Louvain) et des IC-08 (Anvers-Central - Aéroport-Zaventem - Louvain - Hasselt / Tongres). Deux aller-retours de trains P Neerpelt / Mol - Bruxelles et un unique train P Noorderkempen - Anvers - Aéroport-Zaventem complètent ces dessertes rapides.
La desserte omnibus est assurée par des trains S1 (Nivelles - Bruxelles - Anvers-Central) et S5 (Grammont / Enghien - Hal - Bruxelles - Malines) au rythme de deux par heure et par des S4 (Alost - Bruxelles - Malines), des L (Zeebrugge - Bruges - Gand - Termonde - Malines) et des L (Malines - Puers - Saint-Nicolas) une fois par heure. Les trains L sont renforcés par une quinzaine de trains P de- ou vers Saint-Nicolas, Louvain et Termonde.

#### Week-ends et fériés
La desserte, plus réduite, comprend des IC-22 et des EC (comme en semaine), des IC-07 prolongés vers Charleroi-Central, des IC-09 (Anvers - Hasselt) et des IC-21 (avec Malines comme terminus au lieu de Louvain).
Les trains S5 ne roulent qu'une fois par heure (les S1 aussi, sauf les samedis), et les trains L vers Saint-Nicolas ne roulent que toutes les deux heures. Les trains L vers Gand ne vont pas vers Bruges et Zeebrugge mais continuent entre Gand et Courtrai à la place.
Le dimanche soir, uniquement en période scolaire, un train P effectue le trajet Poperinge - Ypres - Courtrai - Gand - Termonde - Louvain - Weert-Saint-Georges une fois par jour.

### Intermodalité
Des parkings, payants ou gratuits, y sont aménagés pour les vélos ou pour les véhicules. Des bus De Lijn desservent la gare, qui est dotée d'une gare routière.

### Accessibilité
L'accessibilité du bâtiment actuel est mauvaise : l'unique couloir sous voies ne donne accès à la plupart des quais que par le biais d'escaliers. Il n'y a pas d'ascenseurs et seuls les deux derniers quais (voies 7 à 10) sont munis d'escalators.
Le nouveau bâtiment devrait combler ces lacunes.

## Comptage voyageurs
Ce graphique et tableau montre le nombre de voyageurs embarquant en moyenne durant la semaine, le samedi et le dimanche.
| Nombre de passagers qui embarquent à la gare de Malines | Nombre de passagers qui embarquent à la gare de Malines | Nombre de passagers qui embarquent à la gare de Malines | Nombre de passagers qui embarquent à la gare de Malines |
|                                                         | Semaine                                                 | Samedi                                                  | Dimanche                                                |
| ------------------------------------------------------- | ------------------------------------------------------- | ------------------------------------------------------- | ------------------------------------------------------- |
| 1977                                                    | 15 985                                                  | 3 679                                                   | 3 388                                                   |
| 1978                                                    | 16 977                                                  | 3 545                                                   | 3 333                                                   |
| 1979                                                    | 16 308                                                  | 3 539                                                   | 3 925                                                   |
| 1980                                                    | 17 715                                                  | 3 338                                                   | 3 931                                                   |
| 1981                                                    | 18 365                                                  | 3 920                                                   | 4 301                                                   |
| 1982                                                    | 18 825                                                  | 3 703                                                   | 2 894                                                   |
| 1983                                                    | 20 459                                                  | 2 984                                                   | 3 546                                                   |
| 1984                                                    | 20 902                                                  | 3 317                                                   | 3 506                                                   |
| 1985                                                    | 19 199                                                  | 3 929                                                   | 4 427                                                   |
| 1986                                                    | 21 971                                                  | 3 591                                                   | 3 637                                                   |
| 1987                                                    | 19 002                                                  | 3 712                                                   | 4 551                                                   |
| 1988                                                    | 17 344                                                  | 3 608                                                   | 3 780                                                   |
| 1989                                                    | 19 687                                                  | 3 189                                                   | 4 337                                                   |
| 1990                                                    | 19 853                                                  | 3 289                                                   | 3 567                                                   |
| 1991                                                    | 19 196                                                  | 3 653                                                   | 3 632                                                   |
| 1992                                                    | 19 537                                                  | 3 685                                                   | 3 968                                                   |
| 1993                                                    | 16 055                                                  | 3 848                                                   | 3 826                                                   |
| 1994                                                    | 19 907                                                  | 4 054                                                   | 2 635                                                   |
| 1995                                                    | 20 461                                                  | 3 947                                                   | 4 101                                                   |
| 1996                                                    | 18 731                                                  | 4 347                                                   | 5 130                                                   |
| 1997                                                    | 17 343                                                  | 4 060                                                   | 3 460                                                   |
| 1998                                                    | 18 620                                                  | 3 921                                                   | 3 388                                                   |
| 1999                                                    | 17 243                                                  | 4 152                                                   | 3 170                                                   |
| 2000                                                    | 16 063                                                  | 4 477                                                   | 4 526                                                   |
| 2001                                                    | 16 317                                                  | 4 568                                                   | 3 340                                                   |
| 2002                                                    | 17 866                                                  | 4 410                                                   | 3 866                                                   |
| 2003                                                    | 16 800                                                  | 4 500                                                   | 3 486                                                   |
| 2004                                                    | 17 334                                                  | 4 846                                                   | 4 377                                                   |
| 2005                                                    | 19 631                                                  | 5 775                                                   | 5 058                                                   |
| 2006                                                    | 21 345                                                  | 5 963                                                   | 5 112                                                   |
| 2007                                                    | 20 991                                                  | 5 038                                                   | 5 890                                                   |
| 2008                                                    | -                                                       | -                                                       | -                                                       |
| 2009                                                    | 20 202                                                  | 7 663                                                   | 6 509                                                   |
| 2010                                                    | -                                                       | -                                                       | -                                                       |
| 2011                                                    | -                                                       | -                                                       | -                                                       |
| 2012                                                    | 22 980                                                  | 6 148                                                   | 6 884                                                   |
| 2013                                                    | 18 612                                                  | 6 458                                                   | 5 760                                                   |
| 2014                                                    | 18 593                                                  | 6 425                                                   | 6 464                                                   |
| 2015                                                    | 18 945                                                  | 5 766                                                   | 5 702                                                   |
| 2016                                                    | 18 703                                                  | 6 169                                                   | 6 928                                                   |
| 2017                                                    | 20 886                                                  | 8 161                                                   | 6 868                                                   |
| 2018                                                    | 19 457                                                  | 8 021                                                   | 6 845                                                   |
| 2019                                                    | 21 616                                                  | 10 321                                                  | 9 731                                                   |
| 2020                                                    | 10 731                                                  | 5 669                                                   | 4 522                                                   |
| 2021                                                    | -                                                       | -                                                       | -                                                       |
| 2022                                                    | 19 957                                                  | 8 375                                                   | 6 730                                                   |
| 2023                                                    | 19 450                                                  | 9 566                                                   | 8 768                                                   |
| 2024                                                    | 19 197                                                  | 7 542                                                   | 5 969                                                   |

## Galerie de photographies

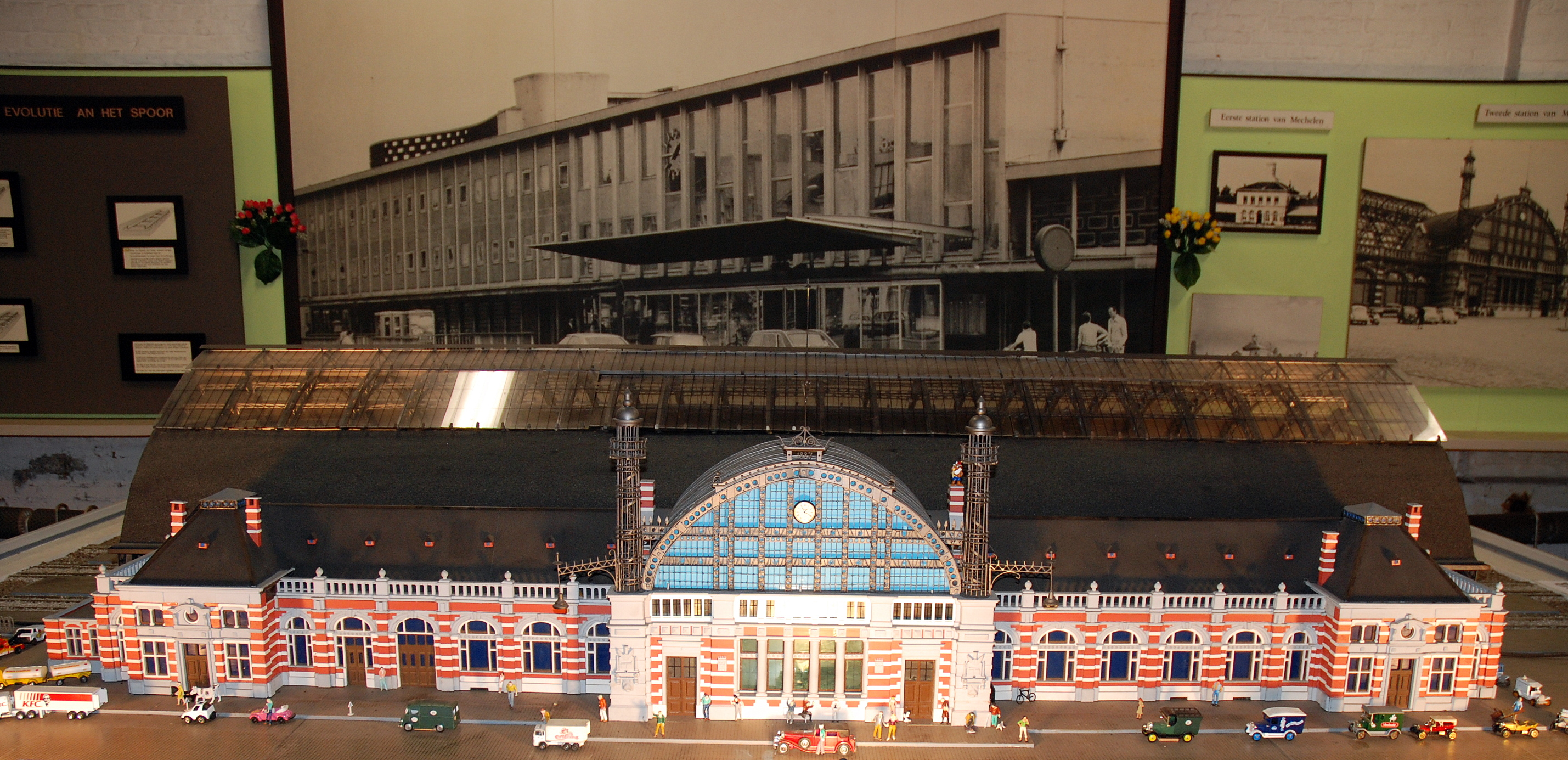
Maquette de la gare de 1888 au musée du Mijlpaal.
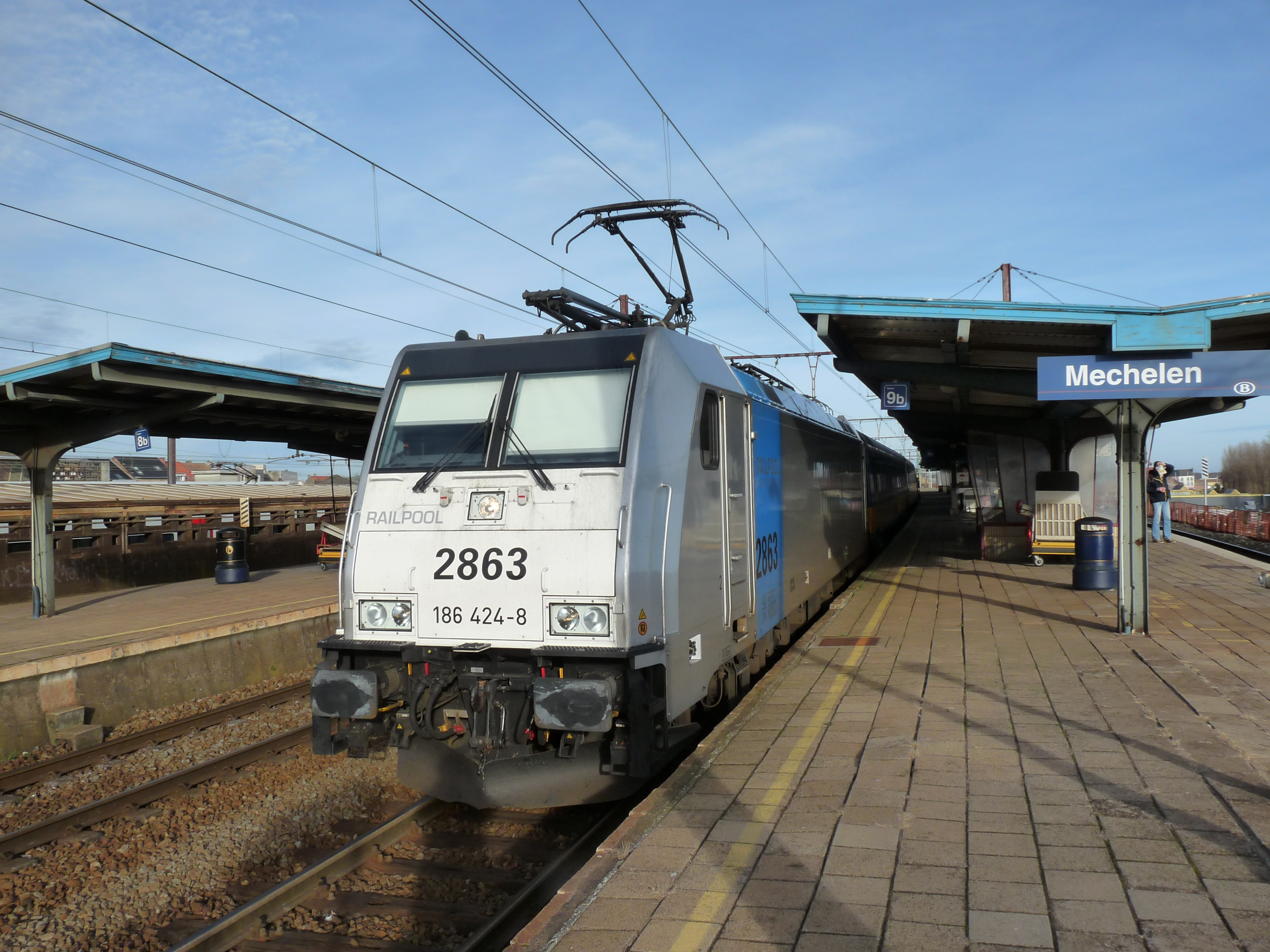
Train Benelux (Amsterdam - Anvers - Bruxelles), à quai.
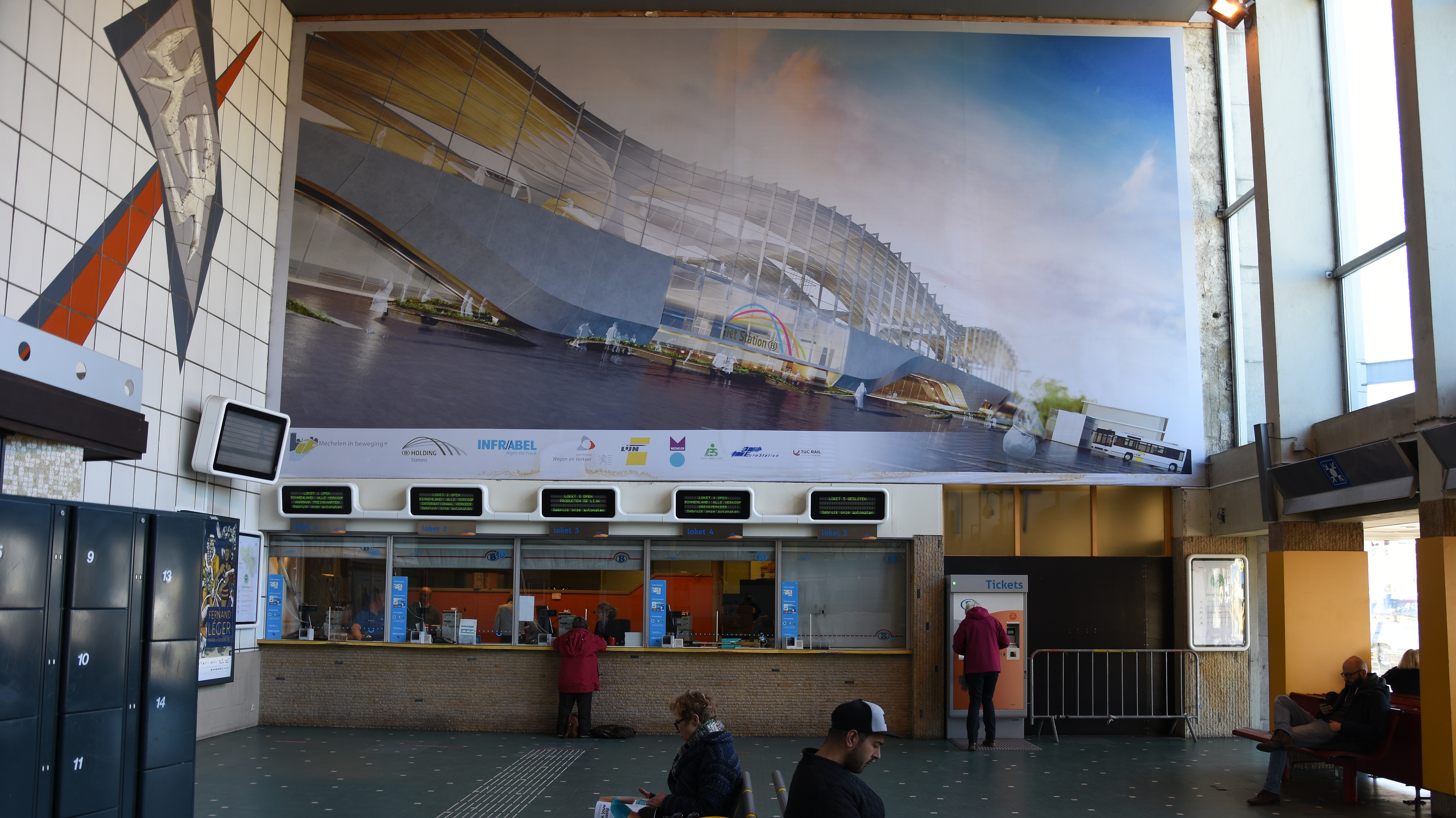
Hall des guichets.
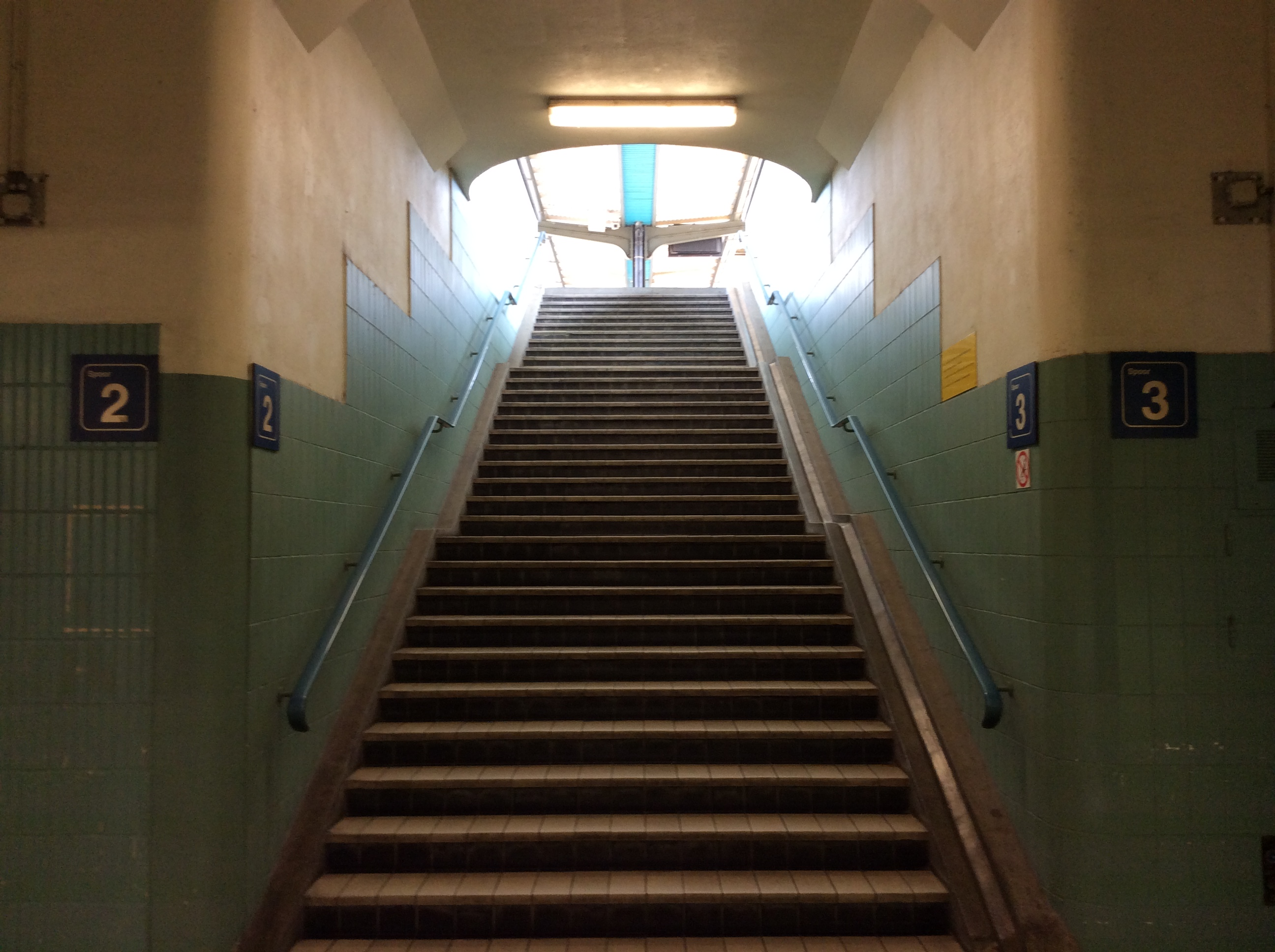
Escaliers du couloir sous voies.
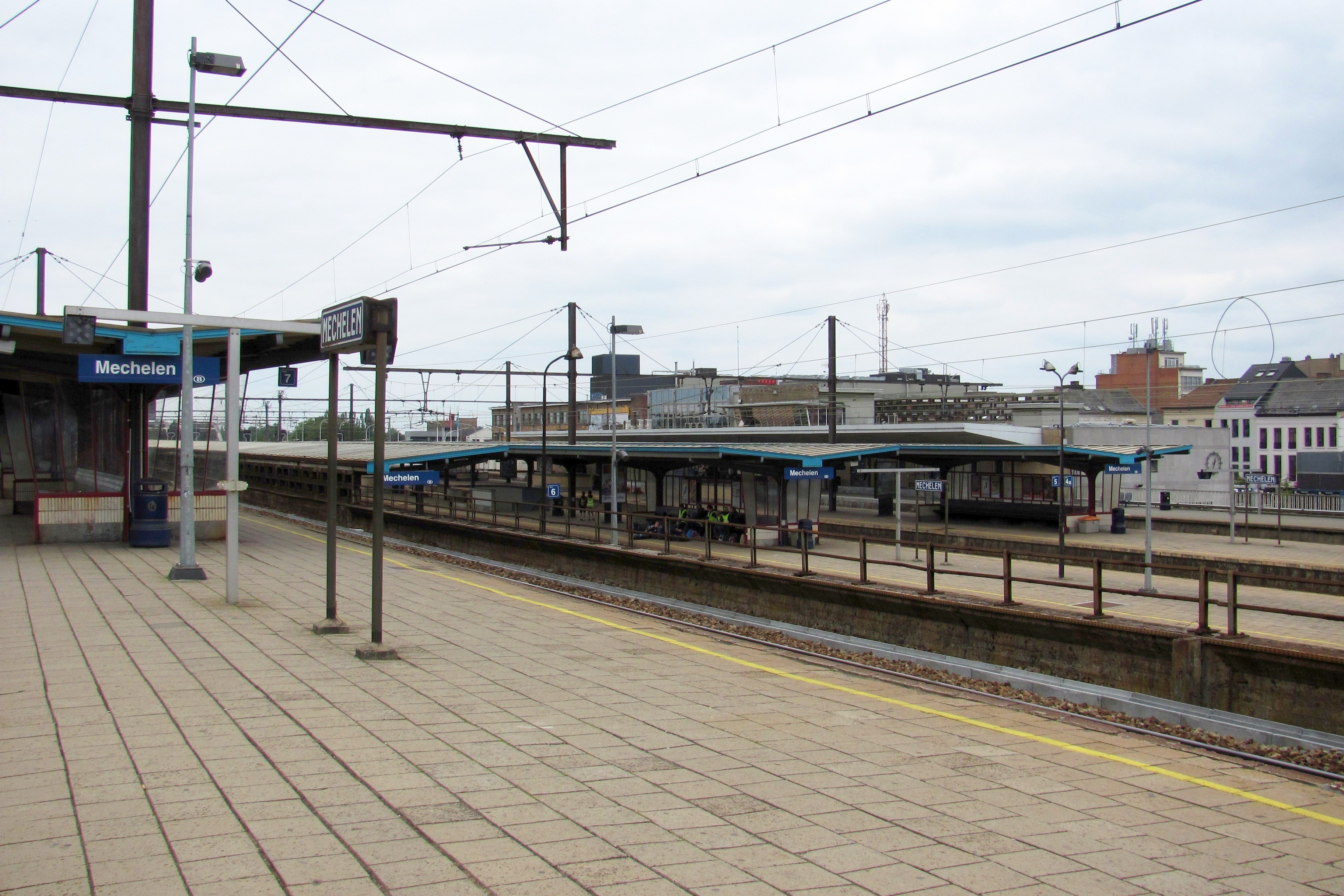
Quais de la gare.
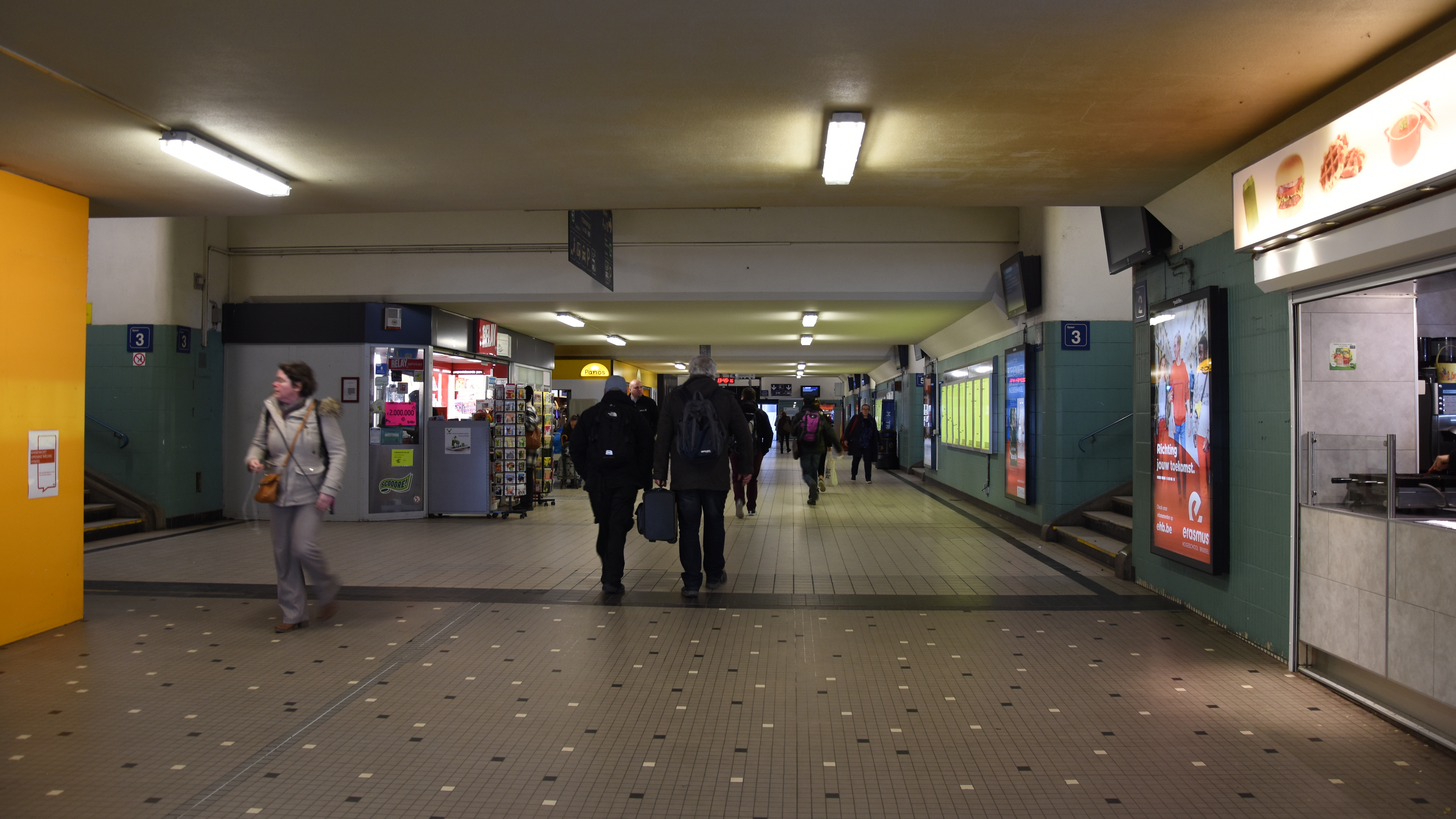
Couloir sous-voies.
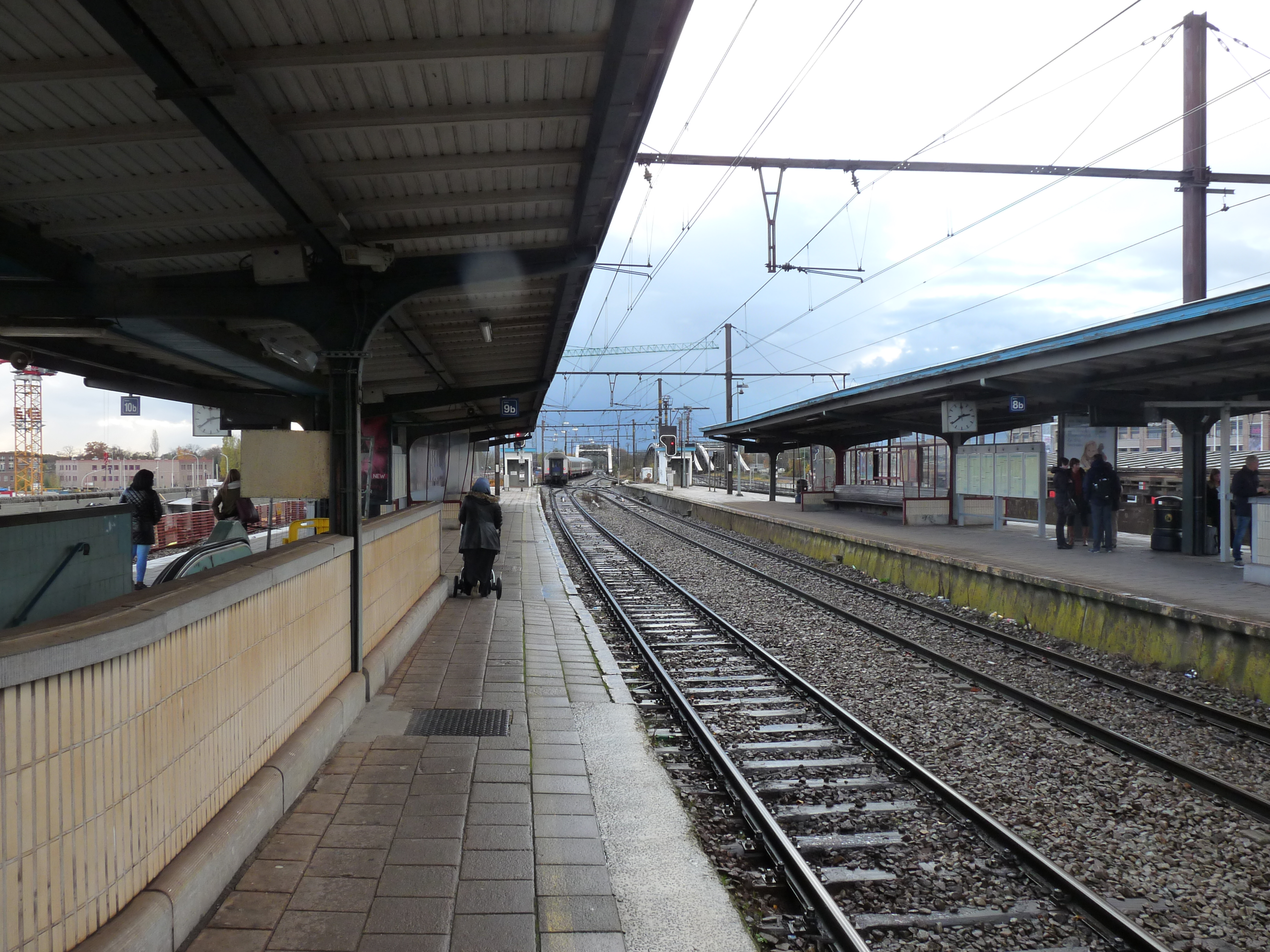
Quais de la gare en 2016.
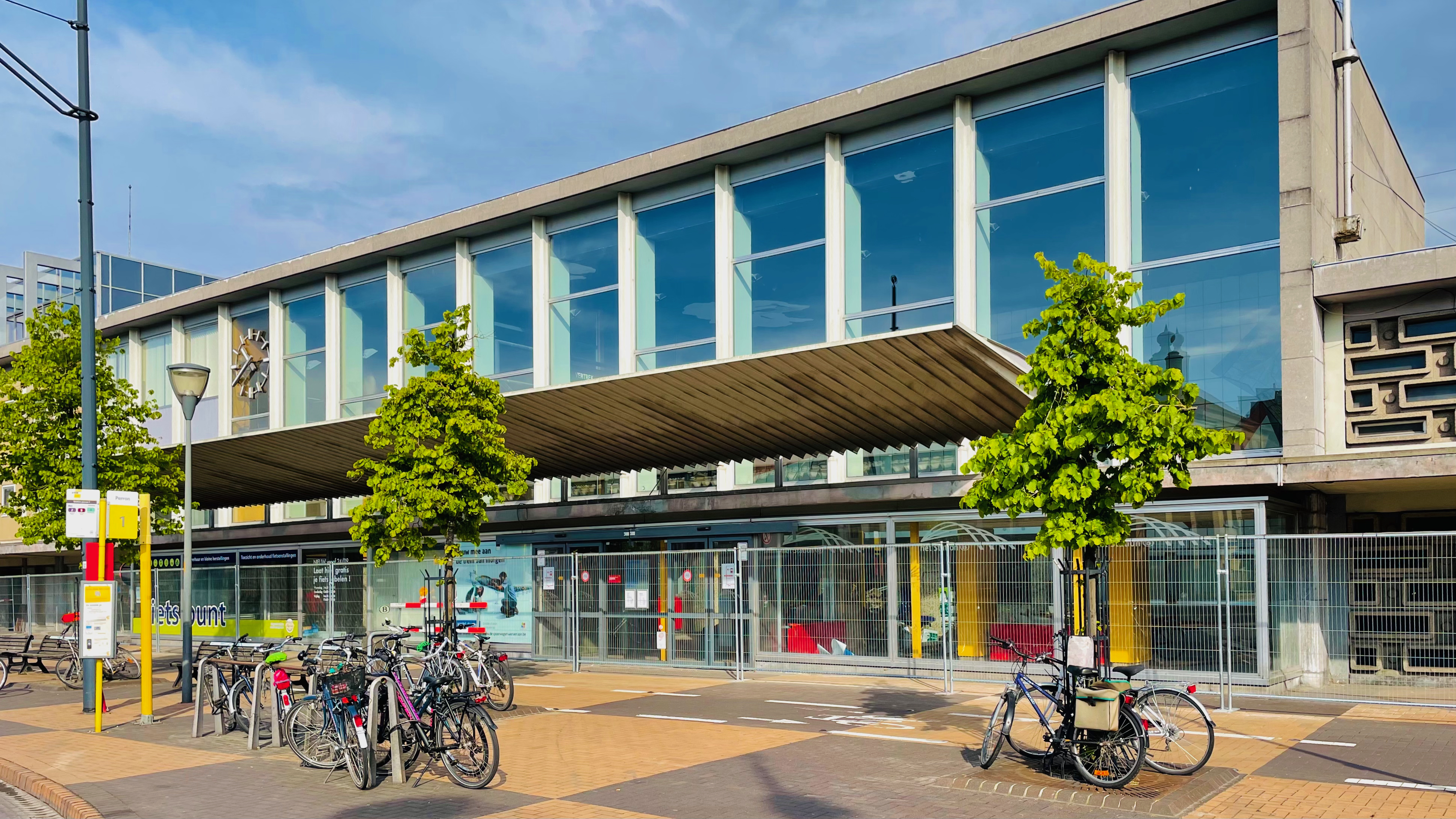
Bâtiment voyageurs, démoli en 2022.
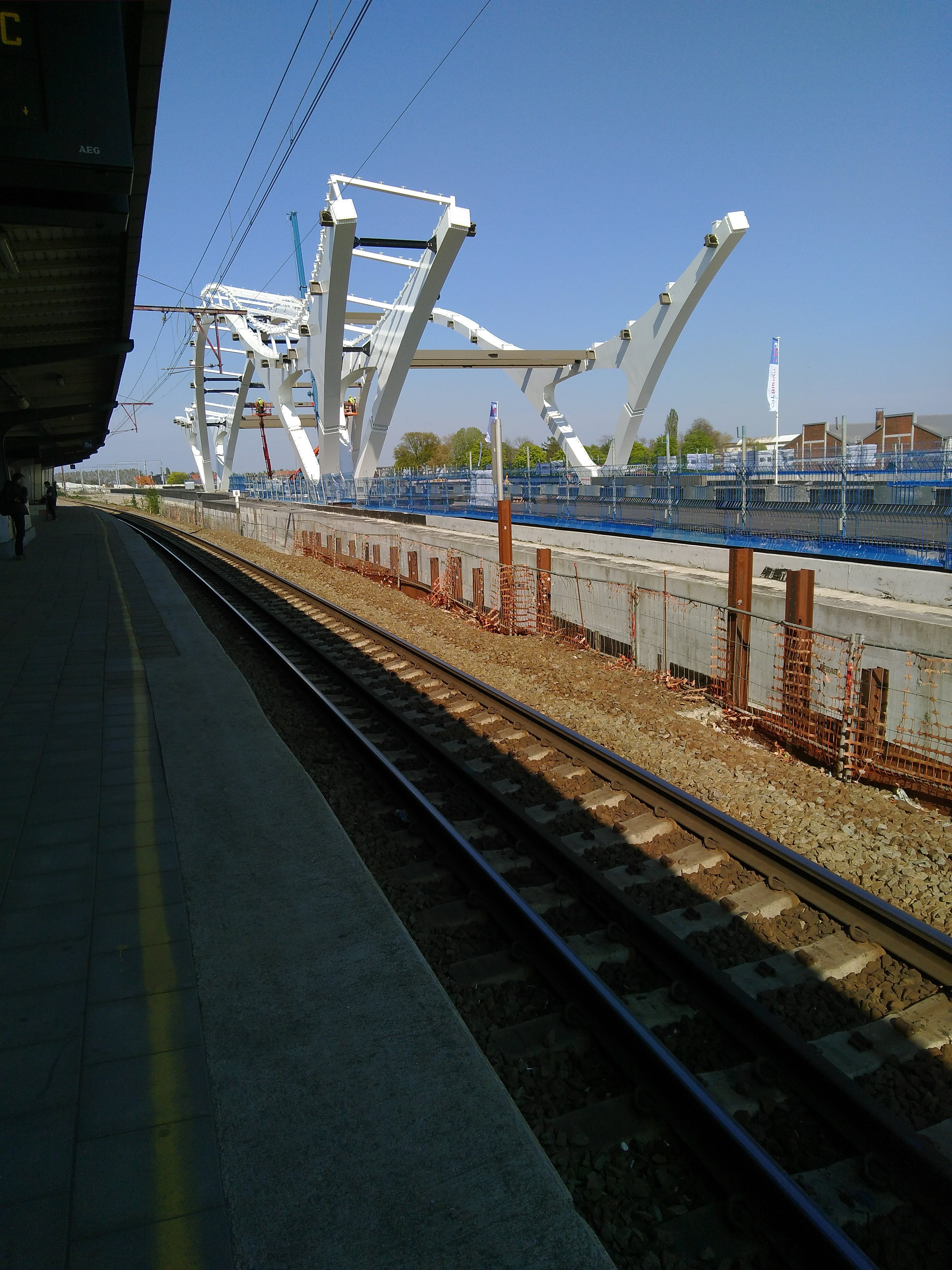
Marquises de la nouvelle gare, en cours d'installation.